# Gymnostoma rumphianum
Gymnostoma rumphianum är en tvåhjärtbladig växtart som först beskrevs av Friedrich Anton Wilhelm Miquel, och fick sitt nu gällande namn av Lawrence Alexander Sidney Johnson. Gymnostoma rumphianum ingår i släktet Gymnostoma och familjen Casuarinaceae. Inga underarter finns listade i Catalogue of Life.